# セメント芽細胞
セメント芽細胞（セメントがさいぼう、英: cementoblast）は歯根周囲の濾胞上皮細胞から分化される細胞で、セメント質を形成する。セメント質は、歯根の周囲を取り囲む硬組織である。有細胞セメント質では、セメント質内に閉じ込められ、セメント細胞となる。